# Patryk Gryckiewicz
Patryk Gryckiewicz (ur. 26 czerwca 1995) – polski sędzia piłkarski z grupy Top-Amator A, od 2024 sędzia międzynarodowy; reprezentujący Kujawsko-Pomorski Związek Piłki Nożnej, okręg Toruń.

## Kariera
Sędzia pochodzi z Torunia. W III lidze zadebiutował 19 sierpnia 2018, podczas meczu KP Starogard Gdański z drużyną rezerw Lecha. W swym debiutanckim sezonie w III lidze rozegrał łącznie 11 spotkań. W 2019 otrzymał awans do grupy Top-Amator B. W kolejnym sezonie sędziował swój pierwszy mecz na szczeblu centralnym; było to spotkanie 1. kolejki II ligi pomiędzy Legionovią Legionowo a Skrą Częstochowa; w październiku 2019 sędziował też spotkanie 1/16 finału Pucharu Polski. Arbitrem pierwszoligowym został w 2021 roku; tam po raz pierwszy sędziował 13 listopada 2020 spotkanie Chrobrego Głogów ze Stomilem Olsztyn. W swym debiutanckim sezonie w I lidze otrzymał łącznie 7 spotkań na tym poziomie.
Debiut w Ekstraklasie otrzymał w sezonie kolejnym, w spotkaniu 34. kolejki rozegranym pomiędzy Górnikiem Łęczna a Jagiellonią Białystok, które wydarzyło się 21 maja 2022. W swym ekstraklasowym debiucie pokazał zawodnikom łącznie siedem żółtych kartek. W swym drugim sezonie w Ekstraklasie sędziował łącznie 6 meczów Ekstraklasy, a także 1 mecz 1/8 finału Pucharu Polski; było to spotkanie rozegrane 8 listopada 2022 roku między KKS-em Kalisz a Górnikiem Zabrze, zakończone wynikiem 3:3 (rozstrzygnięte rzutami karnymi po dogrywce).

### Kariera międzynarodowa
W rozgrywkach reprezentacji do lat siedemnastu zadebiutował 9 października 2019 roku. W rozgrywkach reprezentacji młodzieżowych do lat dziewiętnastu zadebiutował jako sędzia techniczny 21 września 2022 roku podczas spotkania rozegranego między młodzieżowymi reprezentacjami Włoch oraz Estonii. 3 października 2023 był sędzią technicznym spotkania Ligi Mistrzów pomiędzy Red Bull Salzburg a Realem Sociedad. 28 października tegóż roku był również sędzią technicznym spotkania Ligi Mistrzów pomiędzy Szachtarem Donieck a Royal Antwerp FC.
W 2024 został mianowany arbitrem międzynarodowym. W marcu 2025 był rozjemcą dwóch spotkań eliminacji do Mistrzostw Europy U-17 (między reprezentacją Izraela a reprezentacją Słowenii, a także między reprezentacją Irlandii Północnej a reprezentacją Izraela).

## Życie prywatne
Jego ojcem jest Jarosław Gryckiewicz, który był sędzią futsalowym.